# Famille von Üxküll-Gyllenband
Ne doit pas être confondu avec Famille von Uexküll.
 (janvier 2025).
Si vous disposez d'ouvrages ou d'articles de référence ou si vous connaissez des sites web de qualité traitant du thème abordé ici, merci de compléter l'article en donnant les références utiles à sa vérifiabilité et en les liant à la section « Notes et références ».
La famille von Üxküll-Gyllenband ou Uexküll-Gyllenbandt (autrefois Gyldenband et parfois germanisé en Hildenbandt) est une famille de la noblesse balte de l'ancien gouvernement d'Estland en Livonie, issue de la famille Üxküll, originaire de Brême en Allemagne, venue en Livonie au Moyen Âge. Ils avaient le titre de baron et ont essaimé en Russie, en Suède (ou le nom s'écrivait  Yxkull) et à nouveau en Allemagne.

## Historique
Le fondateur de cette branche des Üxküll est un général au service de la Suède, Otto Üxküll-Gyllenband, commissaire-général de la province suédoise d'Estland (correspondant en partie à l'Estonie d'aujourd'hui) et de la province d'Ingrie qui est titré baron suédois en 1648 sous le règne de la reine Christine, titre reconnu au XVIIIe siècle par les assemblées de la noblesse de Livonie et d'Estland, lorsque ces contrées sont agrégées à l'Empire russe.
Une branche postérieure de cette famille germanophone s'installe dans le Wurtemberg au XVIIIe siècle et reçoit le titre de comte du Saint-Empire germanique en 1790. Elle se convertit au catholicisme de ses ancêtres. La famille restée dans ses domaines d'Estland se distingue au service de la Russie. Ainsi le baron Alexandre von Üxküll-Gyllenbandt est sénateur, membre du département de la cassation et président du consistoire général luthérien de Russie.

## Personnalités

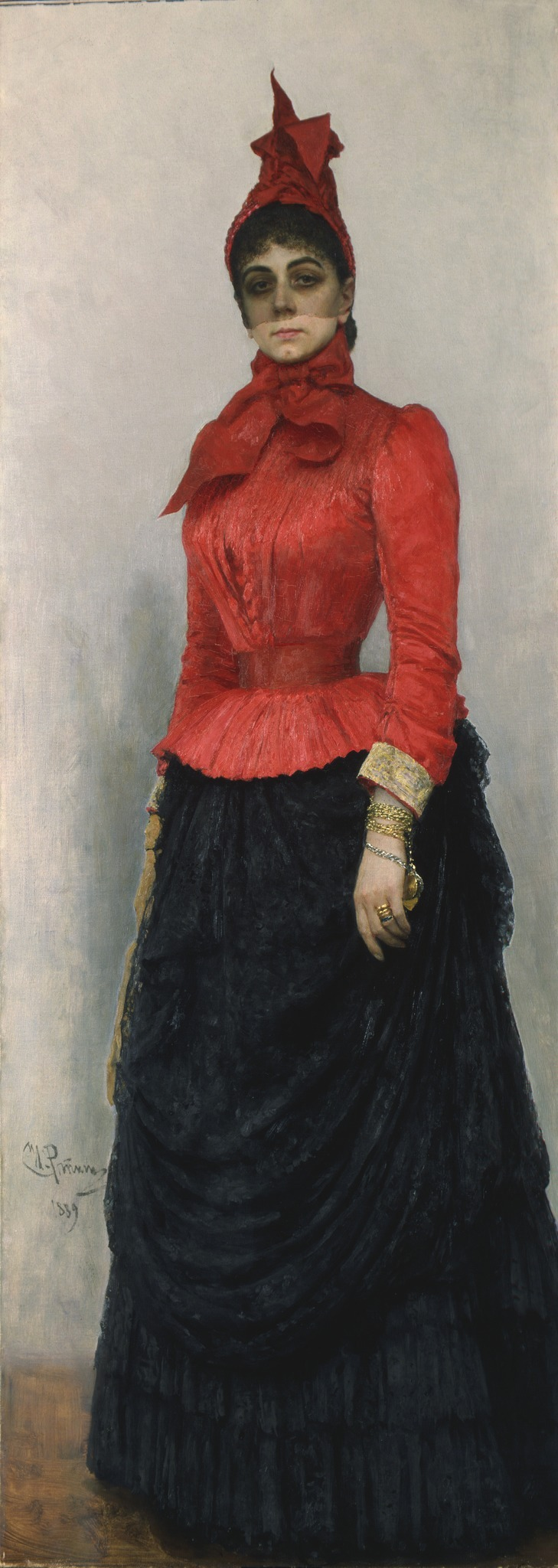
Portrait de la baronne Varvara Ivanovna Üxküll von Hildenbandt (1850-1928), par Ilia Répine (1899)

On peut distinguer les personnalités suivantes qui ont toutes le titre de baron, sauf mention du titre allemand de comte :
- Otto Reinhold von Üxküll-Gyllenband (1670-1746)
- Friedrich Johann Emich von Uexküll-Gyllenband (1684-1768), président du haut-conseil de la cour du margrave de Bade-Durlach
- Otto Reinhold von Üxküll-Gyllenband (1714-1773), seigneur de Serrefer, Tori et Saximois, capitaine de la garde
- Alexandre von Uexküll-Gyllenband, maître de la police impériale de Mitau en 1808, et donc immatriculé le 18 mars 1808 dans la noblesse de Courlande
- Emich Johann Friedrich von Üxküll-Gyllenband (1724-1810), ministre du royaume de Wurtemberg, inscrit à la noblesse du Saint-Empire, le 22 février 1790
- Carl von Üxküll-Gyllenband, frère du précédent, conseiller secret du grand-duché de Wurtemberg, et grand-chambellan de la cour, obtient le titre de comte du Saint-Empire le 9 février 1790
- Peter Gustav von Üxküll-Gyllenband (1786-1847), seigneur de Münkenhof, titulaire de l'ordre Pour le Mérite
- Reinhold von Üxküll-Gyllenband (1790-1860) seigneur de Kui, major-général de l'armée impériale russe, chevalier de l'ordre de Saint-Georges et titulaire de l'ordre Pour le Mérite
- Alexandre von Üxküll-Gyllenband (1799-1880), directeur de l'école des cadets de Poltava
- Karl von Üxküll-Gyllenband (1817-1894), chambellan à la cour de Russie
- Comte Alfred Richard August von Üxküll-Gyllenband (1838-1877)
- Alexandre von Üxküll-Gyllenbandt (1840-1912), sénateur, conseiller secret actuel
- Julius von Üxküll-Gyllenbandt (1852-1918), frère du précédent secrétaire d'État, conseiller secret actuel
- Alexandre von Üxküll-Gyllenband (1856-1921), lieutenant-général, combattant de la guerre russo-japonaise dans le 1er corps d'armée de Mandchourie
- Alexander Johann von Üxküll-Gyllenband (1862-1923), juriste et philosophe, fils du baron Alexandre (1799-1860)
- Comtesse Alexandrine von Üxküll-Gyllenband (1873-1963), membre de la Croix-Rouge
- Comtesse Caroline Schenk von Stauffenberg (1875-1956), née comtesse von Üxküll-Gyllenband, opposante au régime national-socialiste, sœur de la précédente et du suivant, mère de Claus von Stauffenberg
- Comte Nikolaus von Üxküll-Gyllenband (1877-1944), résistant anti-nazi, frère de la précédente
- Alexis von Üxküll-Gyllenband (né en 1879), diplomate, chevalier de l'ordre protestant de Saint-Jean
- Woldemar von Uxkull-Gyllenband (1898-1939), historien

## Domaines
- Château d'Herküll (aujourd'hui Härgla en Estonie)
- Manoir de Kui (aujourd'hui Kuie en Estonie)
- Château de Münkenhof (aujourd'hui Muuga en Estonie)
- Château de Serrefer (aujourd'hui Särevere en Estonie)
- Manoir de Kiltsi (aujourd'hui à Kiltsi en Estonie)